# Västanfors distrikt
Västanfors distrikt är ett distrikt i Fagersta kommun och Västmanlands län. 
Distriktet ligger i och omkring Fagersta. 

## Tidigare administrativ tillhörighet
Distriktet inrättades 2016 och utgörs av en del av området Fagersta stad omfattade till 1971, delen som före 1944 utgjorde Västanfors socken.
Området motsvarar den omfattning Västanfors församling hade vid årsskiftet 1999/2000.